# A. L. Mentxaka
Aintzane Legarreta Mentxaka es una escritora y académica, de Dublín, Irlanda.
Mentxaka es una crítica literaria, especializada en modernismo. Es también una autora teatral.
Mentxaka es autora de los libros La Viajera Poscolonial (2016), y de Kate O'Brien y la Ficción de la Identidad (2011). La Viajera Poscolonial presenta, según Paddy Woodworth, una serie de "argumentos sofisticados" sobre la novela Mary Lavelle, en un estudio que "provocativamente y . . . productivamente demuestra su importancia". Kate O'Brien y la Ficción de Identidad ha sido descrita por el European Journal of English Studies como "una historia detectivesca . . . erudita, imprevisible." La presentación de prensa del libro en Dublín (Irlanda) estuvo al cargo de la escritora Anne Le Marquand Hartigan.

## Kate O'Brien y la Ficción de la Identidad
El libro es un estudio pionero sobre la escritora Kate O’Brien, una de los novelistas más importantes en lengua inglesa de la primera mitad del siglo veinte. Aunque esa parte de su vida no ha sido investigada, la carrera de O’Brien comenzó en Bilbao, en el País Vasco, en el norte de España, donde la veinteañera O’Brien trabajó como institutriz en los años veinte. El libro estudia la controvertida novela de O’Brien Mary Lavelle, prohibida por la censura en España y en su nativa Irlanda, una novela en el que la escritora aúna y transforma los recuerdos de sus experiencias en Bilbao. El estudio de Mentxaka es caleidoscópico, para hacer justicia a Mary Lavelle, que es un compendio de historia, arte, biografía, política, se xualidad, y filosofía. En el estudio de Mentxaka, a través del filtro de Mary Lavelle, la obra de la escritora irlandesa se revalora en su totalidad y se presenta como uno de los legados más interesantes y más radicales de la literatura del siglo veinte.

## La Viajera Poscolonial
El primer libro de A.L. Mentxaka en lengua castellana, La Viajera Poscolonial: Kate O'Brien y Euskadi, incluye una detallada Introducción en inglés y en castellano, donde se define y explica la definición de los Estudios Poscoloniales y sus posibles aplicaciones. Como Mentxaka explica, esta nueva area en la crítica cultural ha revolucionado los estudios literarios, dando paso a nuevas maneras de entender las novelas más importantes del siglo veinte. Kate O'Brien, nacida en Irlanda como una ciudadana del entonces Imperio Británico, desarrolló su carrera tras la independencia de su país. A lo largo de la obra de O'Brien, y particularmente en su novela Mary Lavelle, situada en Bilbao, en el País Vasco, en el norte de España, la escritora mantuvo una relación a veces ambivalente y a veces hostil a cualquier forma de identidad nacional. Es por ello, sugiere Mentxaka, que resulta particularmente interesante el descubrir como O'Brien infiltró una alegoría nacionalista en Mary Lavelle, donde se articula como la libertad individual y de identidad sexual de una joven irlandesa, en un contexto vasco y español. O'Brien se consideraba a sí misma, mucho antes de la formación de la CEE y la UE, como una ciudadana europea. Su feminismo y su cercanía al anarquismo, aduce Mentxaka, añaden un elemento internacionalista al apasionado interés de O'Brien por Irlanda, Euskadi, y España, como entidades culturales.